# Barrage de Kambaratinsk
 (juin 2019).
Si vous disposez d'ouvrages ou d'articles de référence ou si vous connaissez des sites web de qualité traitant du thème abordé ici, merci de compléter l'article en donnant les références utiles à sa vérifiabilité et en les liant à la section « Notes et références ».
Le barrage de Kambaratinsk ou barrage de Kambar-Ata est un projet de barrage hydroélectrique situé au Kirghizistan sur la rivière Naryn. Il sera à son achèvement l'un des plus grands barrages du monde.
L'édifice possèdera un volume de 370 millions de m3 de roche et de terre et aura la hauteur de 275 m. Le volume de l'eau retenue sera tout aussi considérable avec 4,56 milliards de m3. Le barrage fait partie des ouvrages hydroélectriques Kambaratinsk 1 et 2 et auront une puissance respectivement de 1 900 MW et de 360 MW. Le projet, qui doit être construit avec l'aide russe, malgré des intérêts étrangers, comme des entreprises françaises, est très important pour l'alimentation en énergie du Kirghizistan mais il est contesté par les autres États d'Asie centrale.
Il ne sera pas le barrage le plus volumineux du monde, le plus grand barrage étant celui des Trois Gorges en Chine, le second étant le barrage de Syncrude Tailings, au Canada.